# كروية القرنية
كروية القرنية (بالإنجليزية: Keratoglobus)‏ هو اضطراب تنكسى غير إلتهابي للعين حيث تتسبب التغيرات البنيوية داخل القرنية في أن تصبح رقيقة للغاية وتتغير إلى شكل كروي أكثر من منحناها التدريجي الطبيعي، ويسبب ترقق القرنية في المقام الأول على الهوامش، مما ينتج عنه عين كروية متضخمة قليلاً.
يتم تشبيهه أحياناً ب«ضخامة القرنية».